# Toyger
Toyger é uma raça de gato, o resultado da criação de animais domésticos tabbies de pelo curto (início em 1980) para fazê-los se assemelhar a um tigre de brinquedo ", como o seu pelo listrado é uma reminiscência do tigre. O criador da raça, Judy Sudgen, afirmou que a raça foi desenvolvida a fim de inspirar as pessoas que se preocupam com a conservação dos tigres em estado selvagem.Ele foi reconhecido por "O Registo apenas" pela Associação Internacional de Gatos (TICA) da década de 1990, e em 2007 o seu estatuto foi atualizado para permitir que a raça status campeonato completo. Há vários criadores nos Estados Unidos, três criadores na Inglaterra, duas no Canadá, bem como um na Austrália, trabalhando para desenvolver a raça.

## História
A raça começou a ser desenvolvida em 1980, quando a arquiteta Judy Sudgen, uma criadora que procuram esclarecer as marcações cavala em tabbies, notou marcas distintas em dois dos seus gatos. Estas inscrições, ocorrendo na cabeça, uma área normalmente desprovidas de padrão distinto, primeiro inspirou a ideia de um tigre-como tabby. Depois de importar um tom das ruas da Índia, com marcações de cabeça visível, a busca para desenvolver tiger-like, marcações face circular nos gatos começou. A introdução da raça Bengal para o pool genético foi um movimento por parte de Sudgen de produzir um "corpo do gato grande".